# 路易达孚
路易达孚（法語：Groupe Louis-Dreyfus），是一家總部位於荷蘭鹿特丹的综合企业公司，主要从事农业，食品加工，运输，金融领域。它是世界四大粮商之一，其他三家为阿奇尔丹尼斯米德兰，嘉吉公司和邦吉公司。

## 历史
1851年，法國商人列奧波德·路易斯-德瑞弗斯（Léopold Louis-Dreyfus）在法國阿尔萨斯創辦公司。他在阿尔萨斯向在地農民收購小麥，運送到相距13公里的瑞士巴塞爾。德瑞弗斯因此累積財富，並將公司的業務擴及至物流、武器製造、金融等領域。
公司每年收购、加工并运输约8000万吨的产品，占世界农产品贸易流量的10％左右，是世界上最大的棉花和大米贸易商，也是世界第二大糖类市场参与者。1973年与中国开展贸易业务，1994年进入中国市场。
2018 年 5 月 11 日，路易达孚公司将其金属平台（LDC Metals，或 LDCM）出售给 NCCL 自然资源投资基金（NCCL Natural Resources Investment Fund）。交易的最终价格为 4.66 亿美元。